# Mundaba Kisombe
Mundaba Kisombe (* 29. September 1976 in Kinshasa) ist ein ehemaliger kongolesischer Fußballnationalspieler.
Der Abwehrspieler war viele Jahre für den AS Vita Club Kinshasa aktiv und spielte zuvor bereits für die Lokalrivalen AS Dragons Kinshasa und Sodigraf Kinshasa.
Mit der Nationalmannschaft des Kongo nahm Mundaba Kisombe an der Afrikameisterschaft 1998 in Burkina Faso, 2002 in Mali und 2004 in Tunesien teil.